# Joanna Nauwelaerts-Thues
Joanna Theresia Maria (Jet) Nauwelaerts-Thues (Lier, 17 mei 1917 - 16 april 2005) was een Belgisch politica voor de BSP / SP.

## Levensloop
Joanna Thues groeide op in een socialistische familie en werd op jonge leeftijd lid van de Socialistische Arbeidersjeugd. Ook was ze een tijd actief als loopster. Van 1936 tot 1946 werkte ze als bediende op het ministerie van Arbeid en later op het ministerie van Justitie. Ze huwde met Frans Nauwelaerts.
Vervolgens werd ze actief bij de Socialistische Vooruitziende Vrouwen-afdeling in het arrondissement Mechelen, waar ze van 1947 tot 1972 de secretaris en van 1972 tot 1990 de voorzitter van was. Tevens was Nauwelaerts-Thues van 1972 tot 1988 voorzitter van de BSP- en later de SP-afdeling in Lier, waar ze gemeenteraadslid en van 1977 tot 1982 schepen van Financiën was. Daarnaast was zij lid van de Senaat: van 1972 tot 1977 als provinciaal senator voor de provincie Antwerpen en van 1977 tot 1981 als gecoöpteerd senator.
In de periode mei 1972-oktober 1980 zetelde ze als gevolg van het toen bestaande dubbelmandaat ook in de Cultuurraad voor de Nederlandse Cultuurgemeenschap, die op 7 december 1971 werd geïnstalleerd. Vanaf 21 oktober 1980 tot november 1981 was ze tevens korte tijd lid van de Vlaamse Raad, de opvolger van de Cultuurraad en de voorloper van het huidige Vlaams Parlement.